# Глизе 436 b
Gliese 436 b (GJ 436 b, Гли́зе 436 b) — планета за пределами Солнечной системы у звезды Gliese 436, красного карлика, расположенного в созвездии Льва. Экзопланета Глизе 436 b удалена от Земли на расстояние 33 световых года. Является ближайшей известной на февраль 2015 года «транзитной» экзопланетой.
Обнаружена американскими астрономами в 2004 году методом доплеровской спектрометрии. В следующем году открытие было подтверждено с помощью транзитного метода (благодаря удачному расположению орбиты, планета иногда проецируется на диск звезды для земного наблюдателя). Планета по размерам близка к Нептуну: масса равна 22,2 массы Земли, радиус — 4,327 радиуса Земли. Обращается вокруг материнской звезды за 2,64 дня. В мае 2007 года бельгийскими учёными под руководством Микаэль Жийон из Льежского университета установлено, что планета в основном состоит из воды. Вода находится в твёрдом состоянии при температуре порядка 300 градусов по Цельсию и большом давлении («горячий лёд»).
Глизе 436 b имеет атмосферу, состоящую преимущественно из гелия.
Наблюдения за Глизе 436 b с помощью космического телескопа Хаббл в ультрафиолетовом диапазоне позволили заметить огромный хвост из водорода, тянущийся за планетой. Длина хвоста достигает 50 диаметров родительской звезды Глизе 436.
Особенностью планеты является её орбита — почти полярная (наклонение >85 градусов к экватору материнской звезды), что является редкостью.